# Omarm (nummer)
Omarm is een nummer van de Nederlandse band BLØF. Het nummer werd uitgebracht op hun gelijknamige album uit 2003. Op 2 mei van dat jaar werd het nummer uitgebracht als de eerste single van het album.
Het werd de eerste top 10-hit voor BLØF sinds "Dansen aan zee" in 2000. In de Nederlandse Top 40 behaalde het de achtste plaats, terwijl in de Mega Top 100 de zesde plaats werd bereikt.

## Achtergrond
Opmerkelijk aan het nummer is dat zanger Paskal Jakobsen in het eerste refrein zijn kopstem gebruikt. Hij zei dat het nummer hem doet denken aan "Sullivan Street" van de Counting Crows. Verder zei hij over het nummer: "Live kan dit liedje eigenlijk niet. Normaal zing ik heel erg hard, maar met een kopstem zing je vijf keer zo zacht als normaal. Het is daardoor technisch vrijwel onmogelijk om mijn stem boven het geheel uit te laten komen. [...] De eerste keer dat we dit live deden, stonden we voor veertienduizend man. Het leek wel of ik onder de douche stond, zo gutste het zweet van me af." Toetsenist Bas Kennis voegt hieraan toe: "Toen we dit nummer maakten, drumde Norman [Bonink] intuïtief de juiste partij. Het ging vanzelf en het klinkt prima."

## Videoclip
In de videoclip van "Omarm" wordt veel gebruik gemaakt van 3D-animaties, zo zijn de bandleden te zien tegen een achtergrond gevuld met wolken terwijl er pijlen om hun hoofden draaien en er rode rozen in beeld zijn.

## Andere uitvoeringen
In 2013 zong Wudstik Omarm tijdens zijn auditie voor het vierde seizoen van The voice of Holland. Deze versie bereikte de tiende plaats in de Single Top 100 en zorgde ervoor dat de originele versie voor één week in de lijst terugkeerde.
Simone Kleinsma zong het liedje tijdens haar one woman show Simone Songs From The Heart en deze versie is ook te beluisteren op het gelijknamige album
In 2018 bracht BLØF een nieuwe versie van het nummer uit met rapper Ronnie Flex, onder de titel Omarm me.

## Hitnoteringen

### BLØF

#### Nederlandse Top 40
| Hitnotering: 17-05-2003 t/m 26-07-2003 | Hitnotering: 17-05-2003 t/m 26-07-2003 | Hitnotering: 17-05-2003 t/m 26-07-2003 | Hitnotering: 17-05-2003 t/m 26-07-2003 | Hitnotering: 17-05-2003 t/m 26-07-2003 | Hitnotering: 17-05-2003 t/m 26-07-2003 | Hitnotering: 17-05-2003 t/m 26-07-2003 | Hitnotering: 17-05-2003 t/m 26-07-2003 | Hitnotering: 17-05-2003 t/m 26-07-2003 | Hitnotering: 17-05-2003 t/m 26-07-2003 | Hitnotering: 17-05-2003 t/m 26-07-2003 | Hitnotering: 17-05-2003 t/m 26-07-2003 | Hitnotering: 17-05-2003 t/m 26-07-2003 |
| Week                                   | 1                                      | 2                                      | 3                                      | 4                                      | 5                                      | 6                                      | 7                                      | 8                                      | 9                                      | 10                                     | 11                                     |                                        |
| -------------------------------------- | -------------------------------------- | -------------------------------------- | -------------------------------------- | -------------------------------------- | -------------------------------------- | -------------------------------------- | -------------------------------------- | -------------------------------------- | -------------------------------------- | -------------------------------------- | -------------------------------------- | -------------------------------------- |
| Nummer                                 | 15                                     | 8                                      | 8                                      | 12                                     | 12                                     | 14                                     | 17                                     | 25                                     | 26                                     | 34                                     | 34                                     | uit                                    |

#### Mega Top 100
| Hitnotering week 1 t/m 15: 10-05-2003 t/m 16-08-2003 Hitnotering week 16: 07-09-2013 | Hitnotering week 1 t/m 15: 10-05-2003 t/m 16-08-2003 Hitnotering week 16: 07-09-2013 | Hitnotering week 1 t/m 15: 10-05-2003 t/m 16-08-2003 Hitnotering week 16: 07-09-2013 | Hitnotering week 1 t/m 15: 10-05-2003 t/m 16-08-2003 Hitnotering week 16: 07-09-2013 | Hitnotering week 1 t/m 15: 10-05-2003 t/m 16-08-2003 Hitnotering week 16: 07-09-2013 | Hitnotering week 1 t/m 15: 10-05-2003 t/m 16-08-2003 Hitnotering week 16: 07-09-2013 | Hitnotering week 1 t/m 15: 10-05-2003 t/m 16-08-2003 Hitnotering week 16: 07-09-2013 | Hitnotering week 1 t/m 15: 10-05-2003 t/m 16-08-2003 Hitnotering week 16: 07-09-2013 | Hitnotering week 1 t/m 15: 10-05-2003 t/m 16-08-2003 Hitnotering week 16: 07-09-2013 | Hitnotering week 1 t/m 15: 10-05-2003 t/m 16-08-2003 Hitnotering week 16: 07-09-2013 | Hitnotering week 1 t/m 15: 10-05-2003 t/m 16-08-2003 Hitnotering week 16: 07-09-2013 | Hitnotering week 1 t/m 15: 10-05-2003 t/m 16-08-2003 Hitnotering week 16: 07-09-2013 | Hitnotering week 1 t/m 15: 10-05-2003 t/m 16-08-2003 Hitnotering week 16: 07-09-2013 | Hitnotering week 1 t/m 15: 10-05-2003 t/m 16-08-2003 Hitnotering week 16: 07-09-2013 | Hitnotering week 1 t/m 15: 10-05-2003 t/m 16-08-2003 Hitnotering week 16: 07-09-2013 | Hitnotering week 1 t/m 15: 10-05-2003 t/m 16-08-2003 Hitnotering week 16: 07-09-2013 | Hitnotering week 1 t/m 15: 10-05-2003 t/m 16-08-2003 Hitnotering week 16: 07-09-2013 | Hitnotering week 1 t/m 15: 10-05-2003 t/m 16-08-2003 Hitnotering week 16: 07-09-2013 | Hitnotering week 1 t/m 15: 10-05-2003 t/m 16-08-2003 Hitnotering week 16: 07-09-2013 |
| Week                                                                                 | 1                                                                                    | 2                                                                                    | 3                                                                                    | 4                                                                                    | 5                                                                                    | 6                                                                                    | 7                                                                                    | 8                                                                                    | 9                                                                                    | 10                                                                                   | 11                                                                                   | 12                                                                                   | 13                                                                                   | 14                                                                                   | 15                                                                                   |                                                                                      | 16                                                                                   |                                                                                      |
| ------------------------------------------------------------------------------------ | ------------------------------------------------------------------------------------ | ------------------------------------------------------------------------------------ | ------------------------------------------------------------------------------------ | ------------------------------------------------------------------------------------ | ------------------------------------------------------------------------------------ | ------------------------------------------------------------------------------------ | ------------------------------------------------------------------------------------ | ------------------------------------------------------------------------------------ | ------------------------------------------------------------------------------------ | ------------------------------------------------------------------------------------ | ------------------------------------------------------------------------------------ | ------------------------------------------------------------------------------------ | ------------------------------------------------------------------------------------ | ------------------------------------------------------------------------------------ | ------------------------------------------------------------------------------------ | ------------------------------------------------------------------------------------ | ------------------------------------------------------------------------------------ | ------------------------------------------------------------------------------------ |
| Positie                                                                              | 27                                                                                   | 21                                                                                   | 8                                                                                    | 6                                                                                    | 12                                                                                   | 14                                                                                   | 14                                                                                   | 16                                                                                   | 30                                                                                   | 38                                                                                   | 40                                                                                   | 48                                                                                   | 53                                                                                   | 65                                                                                   | 85                                                                                   | uit                                                                                  | 70                                                                                   | uit                                                                                  |

#### NPO Radio 2 Top 2000
| Nummer met noteringen in de NPO Radio 2 Top 2000 | '06 | '07 | '08 | '09 | '10 | '11 | '12 | '13 | '14 | '15 | '16 | '17 | '18 | '19 | '20 | '21 | '22 | '23 | '24 |
| ------------------------------------------------ | --- | --- | --- | --- | --- | --- | --- | --- | --- | --- | --- | --- | --- | --- | --- | --- | --- | --- | --- |
| Omarm                                            | 313 | 284 | 664 | 668 | 601 | 535 | 580 | 367 | 440 | 449 | 469 | 344 | 210 | 304 | 369 | 371 | 443 | 440 | 527 |

1. ↑  Een vetgedrukt getal geeft de hoogste notering aan.
2. ↑  2006 was het eerste jaar met een notering voor dit nummer.

### Wudstik

#### Single Top 100
| Hitnotering: 07-09-2013 t/m 21-09-2013 | Hitnotering: 07-09-2013 t/m 21-09-2013 | Hitnotering: 07-09-2013 t/m 21-09-2013 | Hitnotering: 07-09-2013 t/m 21-09-2013 | Hitnotering: 07-09-2013 t/m 21-09-2013 |
| Week                                   | 1                                      | 2                                      | 3                                      |                                        |
| -------------------------------------- | -------------------------------------- | -------------------------------------- | -------------------------------------- | -------------------------------------- |
| Positie                                | 10                                     | 51                                     | 90                                     | uit                                    |

### Ronnie Flex & BLØF

#### Nederlandse Top 40
| Hitnotering: 21-07-2018 t/m 25-08-2018 | Hitnotering: 21-07-2018 t/m 25-08-2018 | Hitnotering: 21-07-2018 t/m 25-08-2018 | Hitnotering: 21-07-2018 t/m 25-08-2018 | Hitnotering: 21-07-2018 t/m 25-08-2018 | Hitnotering: 21-07-2018 t/m 25-08-2018 | Hitnotering: 21-07-2018 t/m 25-08-2018 | Hitnotering: 21-07-2018 t/m 25-08-2018 | Hitnotering: 21-07-2018 t/m 25-08-2018 |
| Week:                                  | 1                                      | 2                                      | 3                                      | 4                                      | 5                                      | 6                                      |                                        |                                        |
| -------------------------------------- | -------------------------------------- | -------------------------------------- | -------------------------------------- | -------------------------------------- | -------------------------------------- | -------------------------------------- | -------------------------------------- | -------------------------------------- |
| Positie:                               | 34                                     | 32                                     | 33                                     | 36                                     | 38                                     | 39                                     | uit                                    |                                        |

#### Single Top 100
| Positie: | 6 | 5 | 12 | 19 | 23 | 27 | 26 | 49 | 51 | 60 | 52 | 48 | 51 | 52 | 61 | 75 | 91 | uit |

#### Mega Top 50
| Hitnotering: 07-07-2018 t/m 01-09-2018 | Hitnotering: 07-07-2018 t/m 01-09-2018 | Hitnotering: 07-07-2018 t/m 01-09-2018 | Hitnotering: 07-07-2018 t/m 01-09-2018 | Hitnotering: 07-07-2018 t/m 01-09-2018 | Hitnotering: 07-07-2018 t/m 01-09-2018 | Hitnotering: 07-07-2018 t/m 01-09-2018 | Hitnotering: 07-07-2018 t/m 01-09-2018 | Hitnotering: 07-07-2018 t/m 01-09-2018 | Hitnotering: 07-07-2018 t/m 01-09-2018 | Hitnotering: 07-07-2018 t/m 01-09-2018 |
| Week:                                  | 1                                      | 2                                      | 3                                      | 4                                      | 5                                      | 6                                      | 7                                      | 8                                      | 9                                      |                                        |
| -------------------------------------- | -------------------------------------- | -------------------------------------- | -------------------------------------- | -------------------------------------- | -------------------------------------- | -------------------------------------- | -------------------------------------- | -------------------------------------- | -------------------------------------- | -------------------------------------- |
| Positie:                               | 22                                     | 11                                     | 14                                     | 31                                     | 43                                     | 43                                     | 49                                     | 49                                     | 50                                     | uit                                    |